# Opus Nocturnales
Opus Nocturnales is een Vlaamse blackmetalband die ontstaan is in 1997. De groep kende heel wat bezettingswijzigingen, waarbij zanger Corvus Nocturnales zowat de enige constante was en samen met drummer Cassiël vandaag de enige originele groepsleden zijn. 
Opus Nocturnales staat bekend om z'n stage-acts en het (volgens de black metal traditie) theatrale aspect vormt een belangrijk onderdeel van de meeste optredens.
De band hield er tijdelijk mee op tussen 2001 en 2005, voornamelijk door tijdsgebrek door andere muzikale projecten van groepsleden, zoals de mainstream gerichte Nederlandstalige Antwerpse rockband Trizéé van Daniël (Danny) De Backer, die toen een platencontract had bij Tivoli Records (EMI Group), maar nog geen band, en gemanaged werd door Marc Dex.
Ex-groepslid, Lesley-Ann Poppe is heden een bekend gezicht in de mainstreammedia.

## Artiesten
- Corvus Nocturnales - vocals
- Skald MorphiuS - gitaar
- Nemeon - basgitaar
- Cassiël - drums

## Vroegere leden
- Sorath - keyboard - drums
- Lesley-Ann Poppe - keyboard
- Sekiaku/Lord Kur - basgitaar
- Manom - gitaar
- Church Masturbator - drums
- Grimnir - gitaar
- Lord Caldron - gitaar
- Vleder - basgitaar
- Lord Amon (Luk Michels)- gitaar
- Roeland - drums

## Discografie
- ? - Naamloze demo
- 1998 - The Josto Assault
- 1999 - Destruction of Christianity
- 2005 - Opus Inferna Nocturna
- 2014 - Lupus
- 2019 - Bokkerijders